# Грабцево (Ферзиковський район)
Грабцево (рос. Грабцево) — село в Ферзиковському районі Калузької області Російської Федерації.
Населення становить 507 осіб. Входить до складу муніципального утворення село Грабцево.

## Історія
Від 2004 року входить до складу муніципального утворення село Грабцево

## Населення
| 2002 | 2010 | 2011 |
| ---- | ---- | ---- |
| 488  | ↗512 | ↘507 |